# Мамут (станция)
Мамут (ранее Дюрмень укр. Мамут) — станция на севере Крымского полуострова.

## История
Первоначально почтовая станция на проезжем тракте Перекоп-Симферополь. Керченский градоначальник Ф. Вигель в 1827 году утверждал, что «ничто не может быть отвратительнее дороги из Перекопа в Симферополь». Зимой по ней практически не было проезда из-за грязи, летом путешественники старались быстрее ее проехать не останавливались на почтовых станциях, которые из-за этого влачили жалкое существование. По всей дороге Вигель в марте лишь на станции Дюрмень смог найти «конурку» для ночлега, «на всех же других зимой нечем топить».
После прокладки Лозово-Севастопольской железной дороги железнодорожная станция. Согласно «Памятной книжке Таврической губернии на 1900 год», на платформе Дюрмень совершали одноминутную остановку Севастопольский почтовый поезд № 3 и товарно-пассажирский № 7 с вагонами I, II и III классов. Время переименования в Мамут пока точно не установлено: на километровой карте Генштаба Красной армии 1941 года, в которой за картооснову, в основном, были взяты топографические карты Крыма масштаба 1:84000 1920 года и 1:21000 1912 года, станция подписана, как Дюрмень, а, согласно Списку населённых пунктов Крымской АССР по Всесоюзной переписи 17 декабря 1926 года, на разъезде Мамут (821 километр) Таганашского сельсовета Джанкойского района, числилось 4 двора, все некрестьянские, население составляло 13 человек, из них 6 русских, 4 белоруса и 3 украинца и на двухкилометровке РККА 1942 года станция тоже Мамут. Новое название дано по ныне не существующему селу Глинное, носившему до депортации крымских татар название Мамут.

## Пассажирское сообщение
На станции останавливаются 4 пары электропоездов сообщением Симферополь — Солёное Озеро.